# 후쿠오카촌 (군마현)
후쿠오카촌(일본어: 福岡村)은 일본 군마현의 동부, 야마다군에 속해있던 촌이다.

## 역사
- 1889년 4월 1일 - 정촌제 시행에 의해 야마다군 후쿠오카촌이 성립하였다.
- 1954년 10월 1일 - 야마다군 오마마정에 편입되었다.

## 참고문헌
- 大間々町誌編さん室 編『大間々町誌　通史編　下巻』大間々町誌刊行委員会、2001年